# Stefano Bar Sudhaile
Stefano Bar Sudhaile (Edessa, ... – ...; fl. fine V secolo) è stato un religioso e scrittore siro.

## Biografia
Trascorse la prima parte della carriera a Edessa, città della quale fu probabilmente nativo. In seguito si trasferì a Gerusalemme, dove visse da monaco e si prodigò per ottenere conversi alle sue dottrine, sia insegnando presso la locale comunità sia per mezzo di lettere ai suoi vecchi amici di Edessa. Fu autore di commentari della Bibbia e altre opere teologiche. Due tra i suoi eminenti contemporanei, Giacomo di Serugh (451-521) e Filosseno di Mabbug (m. 523), scrissero lettere che condannavano i suoi insegnamenti. Le due principali tesi soggette all'attacco furono:
1. La durata limitata della futura punizione dei peccatori.
2. La dottrina panteistica secondo cui tutta la natura è consustanziale con l'Essenza divina; quindi l'intero universo è stato emanato da Dio, e alla fine ritornerà e verrà assorbito in lui.

## Opere
La fama di Stefano come scrittore è fondata sulla sua identificazione con l'autore di un trattato che sopravvive in un unico manoscritto siriaco  custodito presso il British Museum di Londra (Brit. Mus. Add. MSS 7189), Il libro di Hierotheus sui misteri nascosti della casa di Dio. Nell'opera è indicato che la stessa sia stata scritta nel I secolo d.C., da un certo Hierotheus discepolo di San Paolo e maestro di Dionigi l'Areopagita. Ma, come tutte le opere passate sotto il nome di Dionigi l'Areopagita, si tratta senza dubbio un sinonimo, e la maggioranza degli scrittori siri che parlano del trattato lo attribuiscono a Stefano. A volte l'autore è indicato con il nome di "Pseudo-Hierotheus", come il suo presunto seguace "Dionigi l'Areopagita" è chiamato Pseudo-Dionigi l'Areopagita, per differenziarlo dalla persona indicata negli Atti degli Apostoli.
Un'interessante discussione e sommario del libro è stata fornita da A.L. Frotingham, ma il testo non fu pubblicato fino all'edizione a cura di F.S. Marsh del 1927. Dall'analisi di Frothingham sappiamo che l'opera consta di cinque capitoli. Dopo una breve descrizione delle origini del mondo dall'emanazione del Dio Supremo, l'opera si occupa soprattutto della descrizione delle fasi con cui la mente ritorna in unione con Dio, che alla fine diventa tutto in tutto. Per descrivere i contenuti in poche parole: 
1. All'inizio troviamo un'affermazione riguardo all'esistenza assoluta, e all'emanazione dall'essenza primordiale degli universi spirituale e materiale.
2. Poi viene, occupando quasi l'intera opera, l'esperienza della mente alla ricerca della perfezione durante questa vita.
3. Alla fine arriva la descrizione delle varie fasi dell'esistenza mentre la mente si eleva nella completa unione con, e nel finale assorbimento della essenza primitiva. La nota fondamentale dell'esperienza della mente è la sua assoluta identificazione con Cristo; ma alla fine il Figlio consegna il Regno al padre, e tutta l'esistenza distinta viene alla fine, persa nel caos di Dio[4].

Una delle caratteristiche più notevoli dell'opera è l'abilità con cui la lingua della Bibbia viene interpretata in linea con la sua teologia panteistica. Su questo ed altri aspetti il libro concorda con l'immagine dell'insegnamento di Stefano fornita dalla lettera di Filosseno ai preti di Edessa Abramo e Oreste (Frothingham, pp. 28-48). Il Libro di Hierotheus è probabilmente un'opera originale in lingua siriaca, non una traduzione dal greco. La sua relazione con la letteratura dello Pseudo-Dionigi l'Areopagita è una questione difficile; probabilmente Frothingham è azzardato quando propone che il Libro di Hierotheus sia precedente ad ogni scritto dello Pseudo-Dionigi.
L'unico manoscritto in cui il Libro di Hierotheus sopravvive riporta anche il commentario al testo di Teodosio, patriarca di Antiochia (887-896), che sembra ne approvasse gli insegnamenti. Una riorganizzazione e riassunto dell'opera fu eseguito dal grande autore monofisita Gregorio Barebreo (1226-1286), che ne eliminò o moderò molte parti da lui ritenute d'insegnamento non ortodosso. La copia usata da Barebreo è lo stesso manoscritto che oggi sopravvive al British Museum di Londra.